# Caixmiri
El caixmiri és una llengua indoària, la principal del sub grup dàrdic, la llengua pròpia dels caixmiris. Es creu que la parlen uns 6.797.587 persones principalment a Jammu i Caixmir. És una de les 22 llengües reconegudes oficialment a l'Índia. S'escriu en caràcters àraboperses i compta amb literatura escrita des del segle xii.

## Característiques
El caixmiri té vuit parelles de vocals (llargues i breus) amb caràcter de fonema. Té la particularitat d'escriure-les totes, a diferència d'altres idiomes que empren el seu sistema d'escriptura. Pel que fa a les consonants, conté sons bilabials, dentals, alveolars, retroflexes, palatals, velars i glotals, amb predomini de les oclusives.
Els substantius es declinen en els casos nominatiu, genitiu, ergatiu i datiu i tendeix a col·locar el verb en segona posició, de manera similar a l'alemany.

## Vocabulari
La major part del vocabulari ve de l'evolució patrimonial i presenta arrels sànscrites però s'han incorporat nombrosos manlleus perses i àrabs fruit de la islamització. Presenta una tendència arcaitzant respecte altres llengües veïnes, amb trets de l'època vèdica.
Malgrat que el caixmiri té milers de paraules de préstec (principalment del persa i l'àrab) a causa de l'arribada de l'islam a la Vall, no obstant això, roman bàsicament una llengua indoanià propera al sànscrit vèdic. Hi ha una petita diferència entre el caixmiri parlat per un hindú i un musulmà. Per a 'foc', un hindú tradicional usarà la paraula agun mentre que un musulmà usarà més sovint la paraula àrab nar. Shashishekhar Toshkhani, erudit en el patrimoni del caixmiri, proporciona una anàlisi detallada on mostra una àmplia relació lingüística entre la llengua sànscrita i la llengua caixmiri, i presenta arguments detallats que qüestionen la classificació de la llengua kashmiri de George Grierson com a membre del subgrup Dardic (del grup indo-ari d'idiomes). El caixmiri té forts vincles amb el sànscrit vèdic. Per exemple, 'núvol' és obur, 'pluja' és ruud.